# خبة التماثيل (موقع أثري)
خبة التماثيل هي مجموعة من الألواح الصخرية التي عثر عليها في موقع خبة التماثيل تبعد حوالي 30 كم جنوب محطة المعظم بمنطقة تبوك , شمال المملكة العربية السعودية .

## تاريخ
يعود تاريخ الألواح الصخرية في خبة التماثيل إلى الألف الرابع قبل الميلاد. ويعتقد أنه كان مكانًا للمارسة الطقوس الدينية من فترة ما قبل التاريخ . 

## عن الموقع
يصل ارتفاع بعض الألواح التاريخية إلى أربعة أمتار و تتكون من مجموعتين من الألواح الصخرية المنصوبة إلى جوار بعضها حيث تشكل كل مجموعة قوسًا باتجاه الشمس و تشير الرموز والنقوش القديمة إلى تعاقبب الحضارات التي سادت في تلك المنطقة نظرًا للتوافق الزمني بين فترة فجر التاريخ ونشأة الكتابة في العالم القديم .  و نفذت عليها في فترات تاريخية لاحقة رسوم آدمية وحيوانية ونقوش ثمودية ونبطية وإسلامية مبكرة

## الموقع الحالي
يتم عرض الألواح التاريخية حاليًا في المتحف الوطني بالرياض .

## معرض الصور

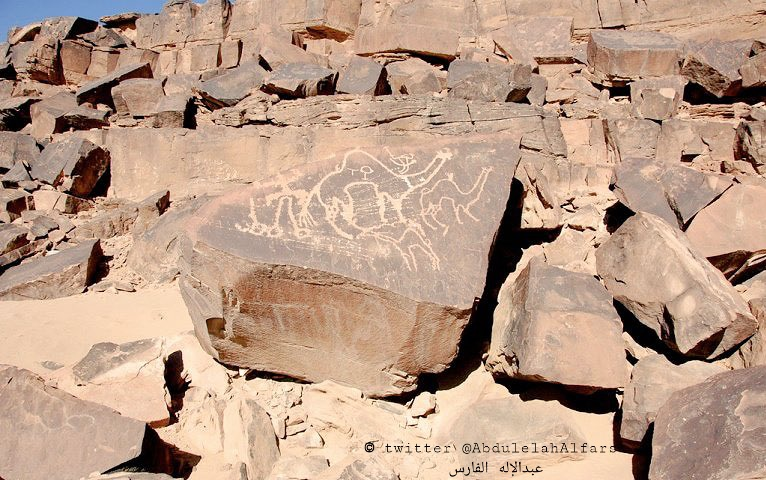